# Zdeněk Zikán
Zdeněk Zikán (Prága, 1937. november 10. – 2013. február 14.) csehszlovák válogatott cseh labdarúgó, csatár, edző.

## Pályafutása
1946-ban a Motorlet Praha csapatában kezdte a labdarúgást, ahol 1955-ben mutatkozott be a felnőtt csapatban. 1956-ban a Sparta Praha csapatába igazolt, de még ebben az évben visszatért anyaegyesületéhez. 1957-ben sorkatonai szolgálat miatt először az ÚDA Praha játékosa lett, majd még ugyan ebben az évben a Dukla Pardubice csapatához került.
A csehszlovák válogatottban 1958. április 2-án 50000 ezer néző előtt Prágában mutatkozott be az NSZK ellen. Kilenc perc játék után megszerezte csapata vezető gólját. A mérkőzés 3–2-es csehszlovák győzelemmel ért véget.
Ezt követően júniusban tagja volt a svédországi világbajnokságon részt vevő csapatnak. 1958. június 8-án az Észak-Írország elleni nyitómérkőzésen nem szerepelt és csapata 1–0-s vereséget szenvedett. Három nap múlva az NSZK ellen már pályára lépett és 42. percben szerzett góljával csapata már 2–0-ra vezetett, de végül 2–2-es döntetlennel zárult a találkozó. 1958. június 15-én Argentínát 6–1-re verte a csehszlovák válogatott. Zikán a második és a harmadik gólt szerezte. A csehszlovák és az északír csapat 3 ponttal holtversenyben a második és harmadik helyen végzett a csoportban és ebben az időben a továbbjutást egy újabb mérkőzés döntötte el. 1958. június 17-én Malmőben a 18. percben Zikán még megszerezte a vezetést, amit közvetlenül a félidő előtt az északír McParland kiegyenlített. A második
félidőben az eredmény nem változott, hosszabbítás következett. A 97. percben ismét McParland szerzett gólt és ezzel a csehszlovák csapat búcsúzni kényszerült.
1958 nyarán egy felkészülési mérkőzésen súlyosan megsérült és mind két lábát eltörte. A teljes 1958–59-es idényt ki kellett hagyni. Visszatérése után már nem nyerte vissza régi formáját. Az 1959–60-as szezonban mindössze három gólt szerzett és a válogatottba sem kapott többet meghívást.
1960 és 1970 között Spartak Hradec Králové csapatában szerepelt. Az aktív labdarúgást 1970-ben a Transporta Chrudim együttesében fejezete be, mint játékos-edző. Később az SK Pardubice együttesénél is tevékenykedett edzőként.
2003-ban a Cseh labdarúgó-szövetség Václav Jira-díját nyerte el. 2011-ben a pardubicei halhatatlan sportolók közé választották be.

## Sikerei, díjai
- Václav Jira-díj (2003)